# Allerik Freeman
Allerik Juwan "Al" Freeman (Norfolk, Virginia, 30 de octubre de 1994) es un baloncestista estadounidense que pertenece a la plantilla del Reyer Venezia Mestre de la Lega Basket Serie A. Con 1,91 metros de estatura, juega en la posición de escolta.

## Trayectoria deportiva

### Universidad
Jugó tres temporadas con los Bears de la Universidad de Baylor, en las que promedió 8,5 puntos, 2,6 rebotes y 1,3 asistencias por partido. Antes del comienzo de su temporada freshman sufrió una grave lesión en la muñeca, que le hizo perderse su primera temporada entera.
Tras graduarse en Baylor, todavía le quedaba un año por jugar debido a esa lesión, por lo que pudo ser transferido a los NC State de la Universidad Estatal de Carolina del Norte. Allí jugó una última temporada, promediando 16,1 puntos, 4,2 rebotes y 2,6 asistencias por encuentro.

### Profesional
Tras no ser elegido en el Draft de la NBA de 2018, disputó las Ligas de Verano de la NBA con los Sacramento Kings, con los que jugó tres partidos en los que promedió 1,3 puntos y 1,0 asistencias. El 23 de agosto firmó su primero contrato profesional con el Alba Fehérvár de la NB I/A, la primera división del baloncesto húngaro.
En julio de 2020, se convierte en nuevo jugador del ASVEL Lyon-Villeurbanne de la Ligue Nationale de Basket-ball.
El 24 de junio de 2021, firma por el Frutti Extra Bursaspor de la Basketbol Süper Ligi.
El 1 de febrero de 2022 fichó por el CSKA Moscú de la VTB United League, donde apenas disputó seis partidos.
El 21 de julio de 2022 fichó por el Reyer Venezia Mestre de la Lega Basket Serie A italiana.